# Renault R23
Renault R23 byl vůz, se kterým tým Renault soutěžil v sezóně 2003 ve Formuli 1. Řídili ho Ital Jarno Trulli, který byl u týmu druhou sezónu, a Španěl Fernando Alonso, který nahradil Jensona Buttona poté, co Brit odešel do týmu British American Racing.

## Design a vývoj
Šasi navrhli Mike Gascoyne, Bob Bell, Tim Densham a John Iley, přičemž Pat Symonds dohlížel na design a výrobu vozu jako výkonný ředitel inženýrství a Jean-Jacques His vedl konstrukci motoru.
Renault byl v tomto období inovativní a vyráběl nestandardní konstrukce, jako byl 111° desetiválcový motor pro vůz RS23, který byl navržen tak, aby účinně snížil těžiště motoru a zlepšil tak ovladatelnost vozu. To se nakonec ukázalo jako příliš nespolehlivé a těžké, takže se Renault vrátil k úhlu 72 stupňů pro vůz R24, se kterým závodil následující rok.

### R23B
Vůz „B specifikace“ s názvem Renault R23B debutoval při Grand Prix Velké Británie a používal se po zbytek sezóny 2003.

## Shrnutí sezóny
Renault R23 byl představen na oficiální ceremonii v Lucernu ve Švýcarsku v lednu 2003. Při tomto odhalení bylo potvrzeno, že sponzor Mild Seven bude i nadále hlavním sponzorem týmu. Jen o několik dní později tým Renault znovu představil vůz na okruhu Paula Ricarda ve Francii. Dvojité odhalení bylo způsobeno tím, že Renault slíbil uvedení značkového vozu pro sponzora Mild Seven, což by bylo ve Francii nezákonné. Trulli i Alonso absolvovali několik kol na okruhu Paula Ricarda, aby zahájili novou sezónu týmu. Tým měl rozsáhlý předsezónní testovací program, včetně bývalého jezdce Toyoty, který se stal rezervním jezdcem Renaultu, Allan McNish. Po předsezónním testování byl technický tým včetně Pata Symondse spokojen s pokrokem oproti roku 2002.
Sezóna začala dobře, oba jezdci zaznamenali body při Grand Prix Austrálie. Alonso využil nového bodovacího systému, který mu umožnil zajistit si dva body za 7. místo. V následujícím závodě v Malajsii si Fernando Alonso zajistil pole position. Alonso byl v té době nejmladším jezdcem a zároveň prvním Španělem, který získal pole position ve Formuli 1. V závodě Alonso skončil třetí a získal své první pódium ve Formuli 1.

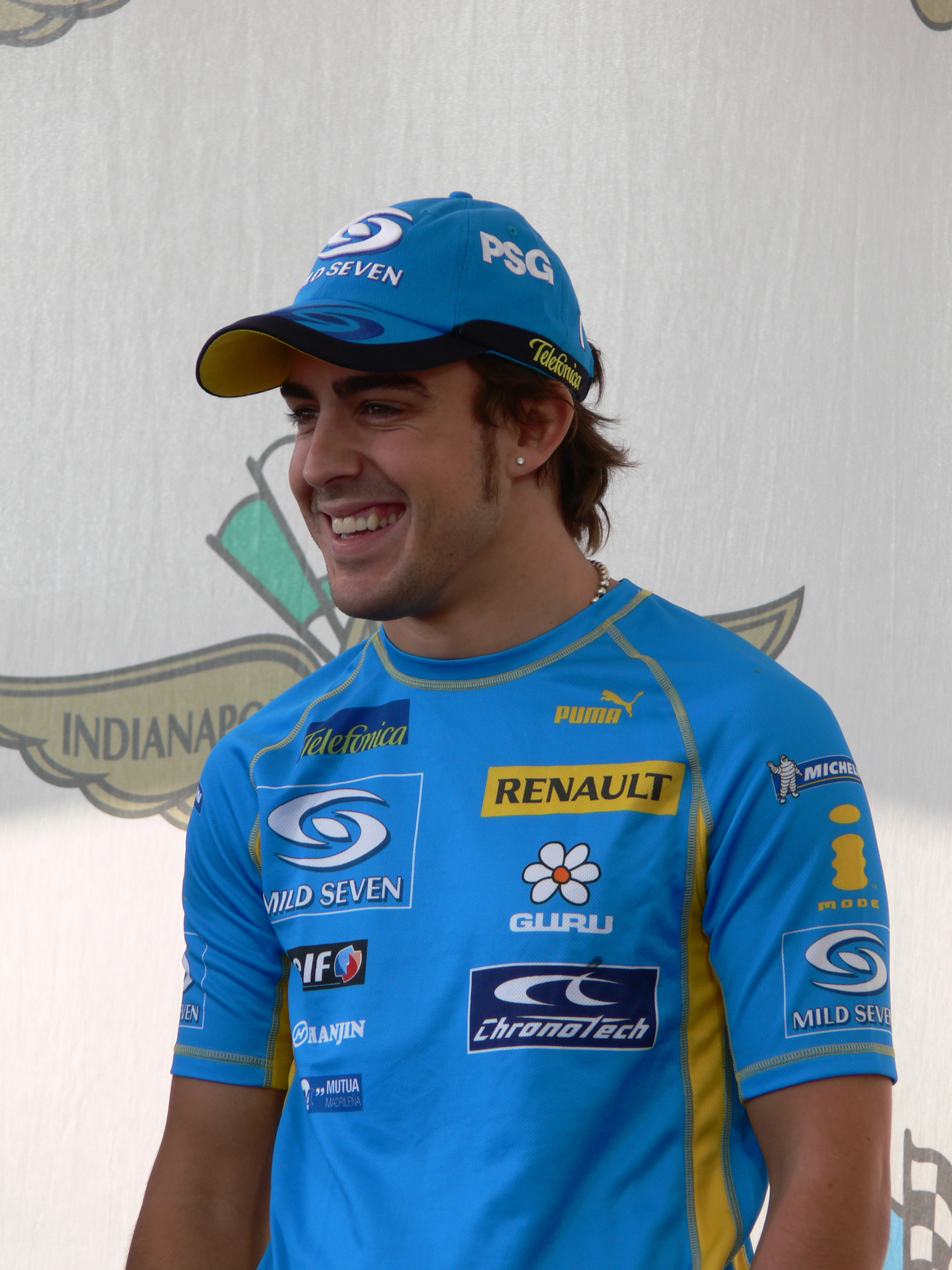
Fernando Alonso vyhrál první závod Renaultu jako plnohodnotného konstruktéra od sezóny 1983.

Při třetím závodě sezóny v Brazílii Alonso opět obsadil 3. místo, protože i v chaotickém závodě se dokázal, po velké nehodě způsobené Markem Webberem z Jaguaru, vyhnout úlomkům na trati. Zatímco Trulliho forma ve voze R23 začala ochabovat, Alonso pokračoval v pravidelném sbíraní bodů a získal 2. místo ve svém domácím závodě při Grand Prix Španělska. Po dvojnásobném odstoupení při Grand Prix Francie představil Renault speciální vůz R23B pro Grand Prix Velké Británie, který měl aerodynamické vylepšení oproti původnímu vozu R23. Jarno Trulli se o pouhé týdny později v Německu dostal na 3. místo na stupně vítězů.
Grand Prix Maďarska byla pro tým významná. Fernando Alonso závod vyhrál a stal se nejmladším jezdcem od Bruce McLarena, kterému se to povedlo před 44 lety. Kromě toho, že se Alonso stal prvním španělským jezdcem v historii, který vyhrál závod, dosáhl také prvního vítězství týmu jako konstruktéra od Alaina Prosta, který zvítězil při Grand Prix Rakouska 1983 a od Grand Prix Lucemburska 1997 jako dodavatel motoru.
V posledních třech závodech sezóny zaznamenal Alonso pouze jeden bod a dvě odstoupení, zatímco týmový kolega Trulli dovezl vůz R23B k dalším dvěma bodům.
Vozy R23 a R23B dovedly Renault ke 4. místu v poháru konstruktérů s 88 body.

## Kompletní výsledky ve Formuli 1
| Legenda k tabulce | Legenda k tabulce                                                                       |
| Barva             | Výsledek                                                                                |
| ----------------- | --------------------------------------------------------------------------------------- |
| Zlatá             | Vítěz                                                                                   |
| Stříbrná          | 2. místo                                                                                |
| Bronzová          | 3. místo                                                                                |
| Zelená            | Bodované umístění                                                                       |
| Modrá             | Nebodované umístění                                                                     |
| Modrá             | Dokončil neklasifikován (NC)                                                            |
| Fialová           | Odstoupil (Ret)                                                                         |
| Červená           | Nekvalifikoval se (DNQ)                                                                 |
| Červená           | Nepředkvalifikoval se (DNPQ)                                                            |
| Černá             | Diskvalifikován (DSQ)                                                                   |
| Bílá              | Nestartoval (DNS)                                                                       |
| Bílá              | Závod zrušen (C)                                                                        |
| Světle modrá      | Pouze trénoval (PO)                                                                     |
| Světle modrá      | Páteční testovací jezdec (TD)                                                           |
| Bez barvy         | Netrénoval (DNP)                                                                        |
| Bez barvy         | Vyřazen (EX)                                                                            |
| Bez barvy         | Nepřijel (DNA)                                                                          |
| Bez barvy         | Odvolal účast (WD)                                                                      |
| Bez barvy         | Nezúčastnil se (prázdné)                                                                |
| Označení          | Význam                                                                                  |
| Tučnost           | Pole position                                                                           |
| Kurzíva           | Nejrychlejší kolo                                                                       |
| †                 | Jezdec nedojel do cíle, ale byl klasifikován, protože odjel více než 90 % délky závodu. |
| ‡                 | Byl udělován poloviční počet bodů, protože bylo odjeto méně než 75 % délky závodu.      |
| Horní index       | Umístění bodujících jezdců ve sprintu                                                   |

| Rok  | Tým     | Specifikace | Motor        | Pneumatiky | Jezdci          | 1   | 2   | 3   | 4   | 5   | 6   | 7   | 8   | 9   | 10  | 11  | 12  | 13  | 14  | 15  | 16  | Body | Umístění |
| ---- | ------- | ----------- | ------------ | ---------- | --------------- | --- | --- | --- | --- | --- | --- | --- | --- | --- | --- | --- | --- | --- | --- | --- | --- | ---- | -------- |
| 2003 | Renault | R23         | RS23 3,0 V10 | M          |                 | AUS | MAL | BRA | SMR | ESP | AUT | MON | CAN | EUR | FRA | GBR | GER | HUN | ITA | USA | JPN | 88   | 4. místo |
| 2003 | Renault | R23         | RS23 3,0 V10 | M          | Jarno Trulli    | 5   | 5   | 8   | 13  | Ret | 8   | 6   | Ret | Ret | Ret |     |     |     |     |     |     | 88   | 4. místo |
| 2003 | Renault | R23         | RS23 3,0 V10 | M          | Fernando Alonso | 7   | 3   | 3   | 6   | 2   | Ret | 5   | 4   | 4   | Ret |     |     |     |     |     |     | 88   | 4. místo |
| 2003 | Renault | R23B        | RS23 3,0 V10 | M          | Jarno Trulli    |     |     |     |     |     |     |     |     |     |     | 6   | 3   | 7   | Ret | 4   | 5   | 88   | 4. místo |
| 2003 | Renault | R23B        | RS23 3,0 V10 | M          | Fernando Alonso |     |     |     |     |     |     |     |     |     |     | Ret | 4   | 1   | 8   | Ret | Ret | 88   | 4. místo |